# 20th Century Masters - The Millennium Collection: The Best of Night Ranger
20th Century Masters - The Millenium Collection: The Best of Night Ranger es un álbum recopilatorio de la banda estadounidense de hard rock Night Ranger  y fue lanzado en el año 2000 por MCA Records. Fue republicado en 2010 por la misma discográfica.

## Descripción
Este disco reúne varios de los éxitos de la banda, así como otras canciones publicadas en los cinco primeros álbumes de Night Ranger en la década de 1980.

## Lista de canciones
| N.º   | Título                                                               | Escritor(es)                                         | Duración |  |
| 1.    | «Sister Christian» (de Midnight Madness, 1983)                       | Kelly Keagy                                          | 5:03     |  |
| 2.    | «Don't Tell Me You Love Me» (de Dawn Patrol, 1982)                   | Jack Blades                                          | 4:22     |  |
| 3.    | «Sing Me Away» (de Dawn Patrol, 1982)                                | Blades / Keagy                                       | 4:10     |  |
| 4.    | «Eddie's Comin' Out Tonight» (de Dawn Patrol, 1982)                  | Jack Blades                                          | 4:28     |  |
| 5.    | «(You Can Still) Rock in America» (de Midnight Madness, 1983)        | Blades / Brad Gillis                                 | 4:16     |  |
| 6.    | «When You Close Your Eyes» (de Midnight Madness, 1983)               | Blades / Gillis / Alan Fitzgerald                    | 4:19     |  |
| 7.    | «Sentimental Street» (de Seven Wishes, 1985)                         | Jack Blades                                          | 4:14     |  |
| 8.    | «Four in the Morning (I Can't Take Anymore)» (de Seven Wishes, 1985) | Jack Blades                                          | 3:54     |  |
| 9.    | «Goodbye» (de Seven Wishes, 1985)                                    | Blades / Jeff Watson                                 | 4:22     |  |
| 10.   | «The Secret of My Success» (de Big Life, 1987)                       | Blades / David Foster / Tommy Keane / Michael Landau | 4:27     |  |
| 11.   | «I Did It for Love» (de Man in Motion, 1988)                         | Russ Ballard                                         | 4:49     |  |
| 48:26 |                                                                      |                                                      |          |  |

## Créditos

### Night Ranger
- Jack Blades — voz principal, bajo y coros.
- Kelly Keagy — voz principal, batería y coros.
- Brad Gillis — guitarra y coros.
- Jeff Watson — guitarra y coros.
- Alan Fitzgerald — teclados, piano, sintetizadores y coros.
- Jesse Bradman — teclados y coros.

### Productores
- Night Ranger
- Pat Glasser
- Kevin Elson
- Wally Buck
- David Foster
- Keith Olsen
- Brian Foraker
- David Cole
- Andy McKaie (del recopilatorio)

### Personal del compilado
- Erick Labson — remasterización digital.
- Vartan — director de arte.
- f42 — diseño.
- Jim Shea — fotógrafo.
- Geary Chansley — investigación de fotografía.
- Jason Pastori — investigación de fotografía.
- Jo Ann Frederick — investigación de fotografía.
- Beth Stempel — coordinadora de producción.
- Joseph F. Laredo — notas.